# وثيقة سفر بدل جواز سفر (إندونيسيا)
وثيقة سفر بدل جواز سفر هي وثيقة سفر إندونيسية تصدر للأشخاص الذين ليس لديهم وثائق سفر مناسبة أخرى، بغرض الانتقال من وإلى إندونيسيا. هناك العديد من فئات وثائق السفرالتي تغطي المواطنين الإندونيسيين وغير الإندونيسيين. أصدرت إندونيسيا أيضًا وثيقة سفر تُعرف بالإنجليزية باسم جواز سفر أجنبي، وهي وثيقة لمدة سنتين من 24 صفحة منفصلة عن وثيقة سفر بدل جواز سفر.

## الإصدار

### الأنواع
في أوقات مختلفة تم الترخيص بأنواع مختلفة من الأشخاص من بين الشعوب الأصلية من خلال قوانين ولوائح الهجرة والسفر الإندونيسية للمواطنين الإندونيسيين وغير الإندونيسيين:
- وثيقة سفر بدل جواز سفر مواطن إندونيسي أو وثيقة سفر بدل جواز سفر إندونيسي: وثيقة متعددة الرحلات تصدت لمواطني إندونيسيا.[1]
- وثيقة سفر بدل جواز السفر الرسمي أو وثيقة سفر رسمي: هي وثيقة ذات رحلة واحدة تصدر للمسؤولين الحكوميين. لم يعد هناك اعتماد لهذا النوع من الوثائق منذ قانون الهجرة لعام 2011.
- وثيقة سفر بدل جواز سفر أجنبي" أو وثيقة سفر أجنبي: هي وثيقة تصدر لرحلة واحدة تصدر للأجانب.
- وثيقة السفر عبر الحدود: هي وثيقة متعددة الرحلات تصدت للمواطنين الإندونيسيين الذين يعيشون في المناطق الحدودية، تم تصنيفها كنوع من وثيقة سفر بدل جواز سفر منذ عام 2011.

### المميزات
يتم إصدار وثيقة سفر بدل جواز سفر الإندونيسي غالبًا للإندونيسيين في الخارج الذين لم يسجلوا إقامتهم في الخارج مع القنصلية الإندونيسية وفقدوا جوازات سفرهم الأصلية. قد يتم إصدارها أيضًا في إندونيسيا في حالة انخفاض مخزون جوازات السفر الإندونيسية الفارغة. لدى هذا النوع من الوثائق ست عشرة صفحة صالحة لمدة ثلاث سنوات. في عام 2010 كان هناك حوالي 10.000 إندونيسي يقيمون في ماليزيا دون وثائق سفر صالحة تقدموا بطلب للحصول على وثيقة سفر بدل جواز سفر من أجل العودة إلى إندونيسيا من أجل عيد الفطر. تنص القنصلية العامة الإندونيسية في صباح على أن سياستها هي إصدار جوازات السفر فقط للأشخاص العاملين أو أولئك الذين لديهم كفلاء، ويحصل آخرون على وثيقة سفر بدل جواز سفر ويتم تشجيعهم على مغادرة البلاد هربًا من الإجراءات الصارمة التي تتخذها ماليزيا ضد منتهكي الهجرة.
لدى وثيقة سفر بدل جواز سفر المخصصة للأجانب ستة عشر صفحة وهي صالحة لمدة عام واحد. وفقا للبعثات الإندونيسية في الخارج، يمكن إصدار وثيقة الأجانب بطريقتين، أولاً: يتم إصدارها للأجانب في إندونيسيا الذين ليس لديهم أي وثائق سفر صالحة حتى يتمكنوا من مغادرة إندونيسيا، وفي هذه الحالة تكون صالحة فقط لرحلة ذات اتجاه واحد. ثانيًا: يتم إصدارها للأجانب خارج إندونيسيا الذين ليس لديهم أي وثائق سفر صالحة للذهاب إلى إندونيسيا، وفي هذه الحالة صالحة لرحلة من وإلى إندونيسيا. يتطلب إصدار وثيقة الأجنبي دليلاً على أنه يمكن إعادة إدخاله إلى بلد المغادرة. يمكن إصدار برنامج وثيقة الأجنبي إلى الأفراد أو العائلات، ويكون الرسم أعلى للحالة الأخيرة.
يتم إصدار وثيقة سفر بدل جواز سفر الرسمية للمسؤولين الحكوميين للسفر خارج إندونيسيا في مهمة رسمية ولكنهم غير مؤهلين للحصول على جواز سفر رسمي، وكذلك للأشخاص الذين فقدوا جوازات سفرهم الرسمية أثناء وجودهم خارج إندونيسيا. مثل وثيقة الأجانب الوثيقة الرسمية صالحة فقط لرحلة واحدة وفترة سنة واحدة.

## القبول
اعتبارًا من عام 2007 أعلنت إيطاليا فقط أنها تعترف رسميًا بـ وثيقة سفر بدل جواز سفر الإندونيسي ("وثيقة سفر تشبه جواز السفر للمواطنين الإندونيسيين") لأغراض إصدار التأشيرة، أشارت دول البنلوكس وإسبانيا وفرنسا وسلوفينيا والنرويج صراحة إلى أنها لا تعترف بهذه الوثيقة. أشارت ألمانيا وإستونيا إلى أنهما سيقبلان وثيقة السفر بدلاً من جواز السفر لأغراض الخروج فقط لتمكين حاملها من العودة إلى إندونيسيا. دول أخرى في الاتحاد الأوروبي لم تزود مجلس فريق عمل تأشيرات الاتحاد الأوروبي بأي معلومات حول قبولها.